# Demokratyczna Alternatywa

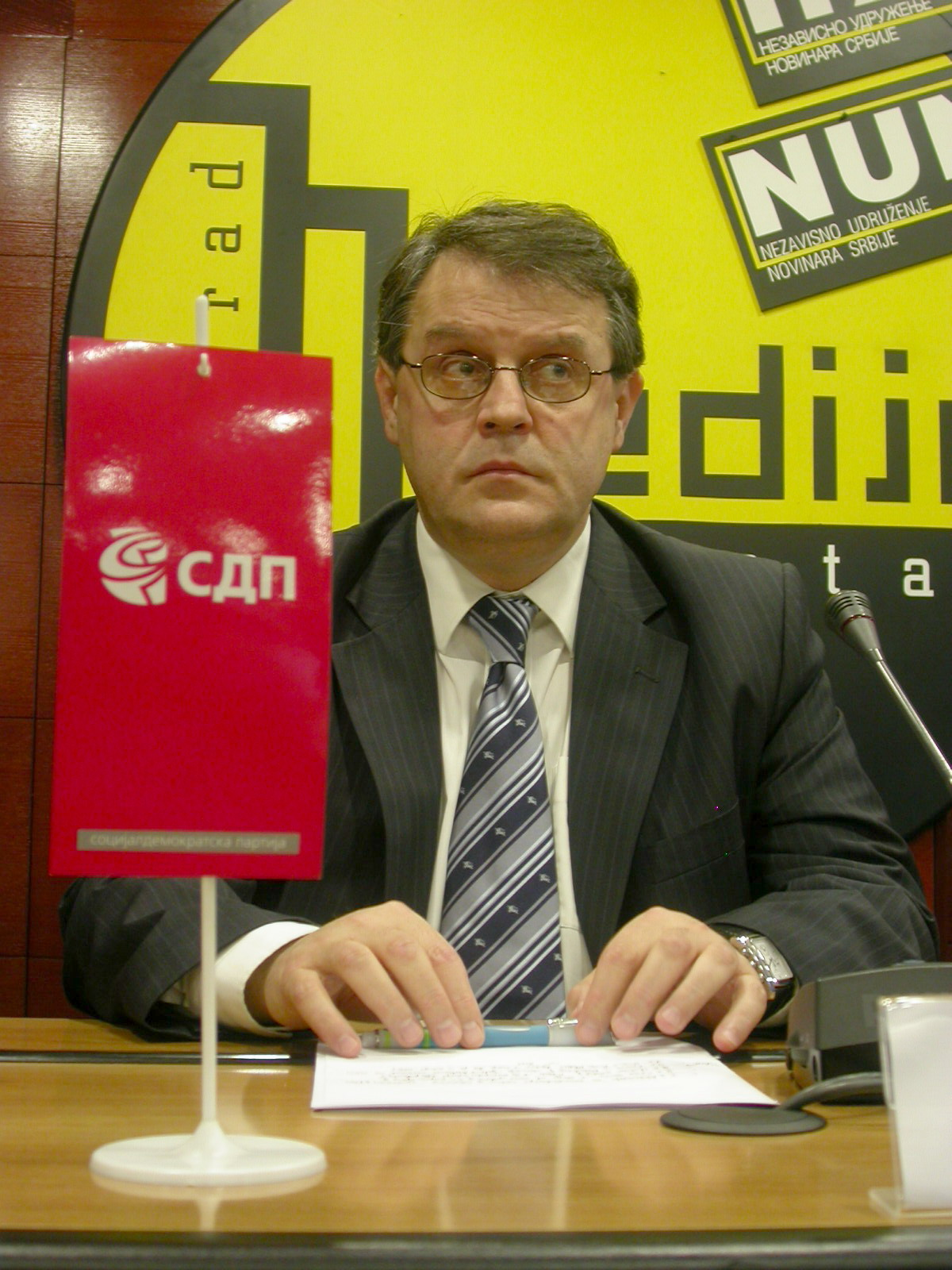
Nebojša Čović – lider Demokratycznej Alternatywy przez cały okres istnienia partii

Demokratyczna Alternatywa (serb. Demokratska alternativa / Демократска Алтернатива, DA) – serbska partia polityczna o profilu centrolewicowym, działająca w latach 1997–2004.
Ugrupowanie założył w 1997 Nebojša Čović po opuszczeniu Serbskiej Partii Socjalistycznej Slobodana Miloševicia. Partia podjęła współpracę z innymi stronnictwami opozycyjnymi, współtworząc Demokratyczną Opozycję Serbii. DOS wygrała wybory w 2000, z listy sojuszu kilku przedstawicieli Demokratycznej Alternatywy uzyskało mandaty posłów do Zgromadzenia Narodowego. W nowo powołanym rządzie Nebojša Čović objął urząd wicepremiera. W 2003 DA wystartowała samodzielnie do parlamentu, nie przekraczający wyborczego progu (lista otrzymała 2,2% głosów). W 2004 partia przyłączyła się do Partii Socjaldemokratycznej, której przewodniczącym został dotychczasowy lider DA.